# Stiftung Luftbrückendank
Die Stiftung Luftbrückendank wurde im Mai 1959 von Willy Brandt anlässlich des 10. Jahrestags der Berliner Blockade und Berliner Luftbrücke errichtet, um die Verbundenheit Berlins mit den Staaten, die Träger der Luftbrücke waren, zum Ausdruck zu bringen.
Durch einen Spendenaufruf an die Berliner konnte die Stiftung mit einem Gründungskapital von über 1,6 Millionen DM ihre Arbeit aufnehmen. Aus den Zinsen des Stiftungskapitals wurden die Angehörigen der 78 Opfer der Berliner Luftbrücke finanziell unterstützt.
Heute fördert die Stiftung Luftbrückendank überwiegend Projekte und Ideen, die sich mit dem Thema „Luftbrücke und Berlin-Blockade“ auseinandersetzen. Unterstützt werden Jugend- und Kulturprojekte aller Art. Bevorzugt werden Projekte, die Jugendliche und junge Erwachsene aus den USA, Großbritannien und Frankreich einbeziehen.

## Gremien der Stiftung Luftbrückendank
Die Stiftung Luftbrückendank wird ehrenamtlich von einem Vorstand geführt, der in seiner Arbeit von einem Beirat und einer Geschäftsführerin unterstützt wird. Vorstand und Beirat werden alle fünf bzw. vier Jahre vom Regierenden Bürgermeister von Berlin neu berufen.
| Die Mitglieder des Vorstands | Die Mitglieder des Beirats |
| ---------------------------- | -------------------------- |
| Ulrich Pfeil (Vorsitzender)  | Monika Thamm               |
| Barbara Greenham             | Thomas Michelon            |
| Jürgen Lillteicher           | Hannah Berger              |
|                              | Tom Crewther               |
| Nathan Cooper                |                            |
| Stefan Collm (Vorsitzender)  |                            |
| Geschäftsführerin            |                            |
| Janina Günther               |                            |

## Kooperationen und Aktivitäten
Eine der satzungsgemäßen Kernaufgaben der Stiftung Luftbrückendank ist es, die Ereignisse um die Berliner Luftbrücke nicht in Vergessenheit geraten zu lassen. Die Stiftung fördert Projekte und Aktivitäten möglichst junger Menschen, die diesen Gedanken aufgreifen und sich im Rahmen einer Projektarbeit auch mit den damaligen Ereignissen beschäftigen.
In Zusammenarbeit mit der Checkpoint Charlie Stiftung, dem Böse Wölfe e.V., der Gail S. Halvorsen-Schule, Gangway e.V./Be-Troit, Streetdance-Connection wurden und werden internationale Projekte mit Schülern, Jugendlichen und Studenten umgesetzt.